# تیم ملی فوتبال زیر ۲۰ سال جمهوری آذربایجان
تیم ملی فوتبال زیر ۲۰ سال جمهوری آذربایجان (انگلیسی: Azerbaijan national under-20 football team) نماینده جمهوری آذربایجان در بازی‌های فوتبال جهانی زیر ۲۰ سال است.